# Ústie (Tambov)
|  | Per a altres significats, vegeu «Ústie». |

Ústie (en rus: Устье) és un poble de l'óblast de Tambov, a Rússia, segons el cens del 2010 tenia 647 habitants.